# Бочче

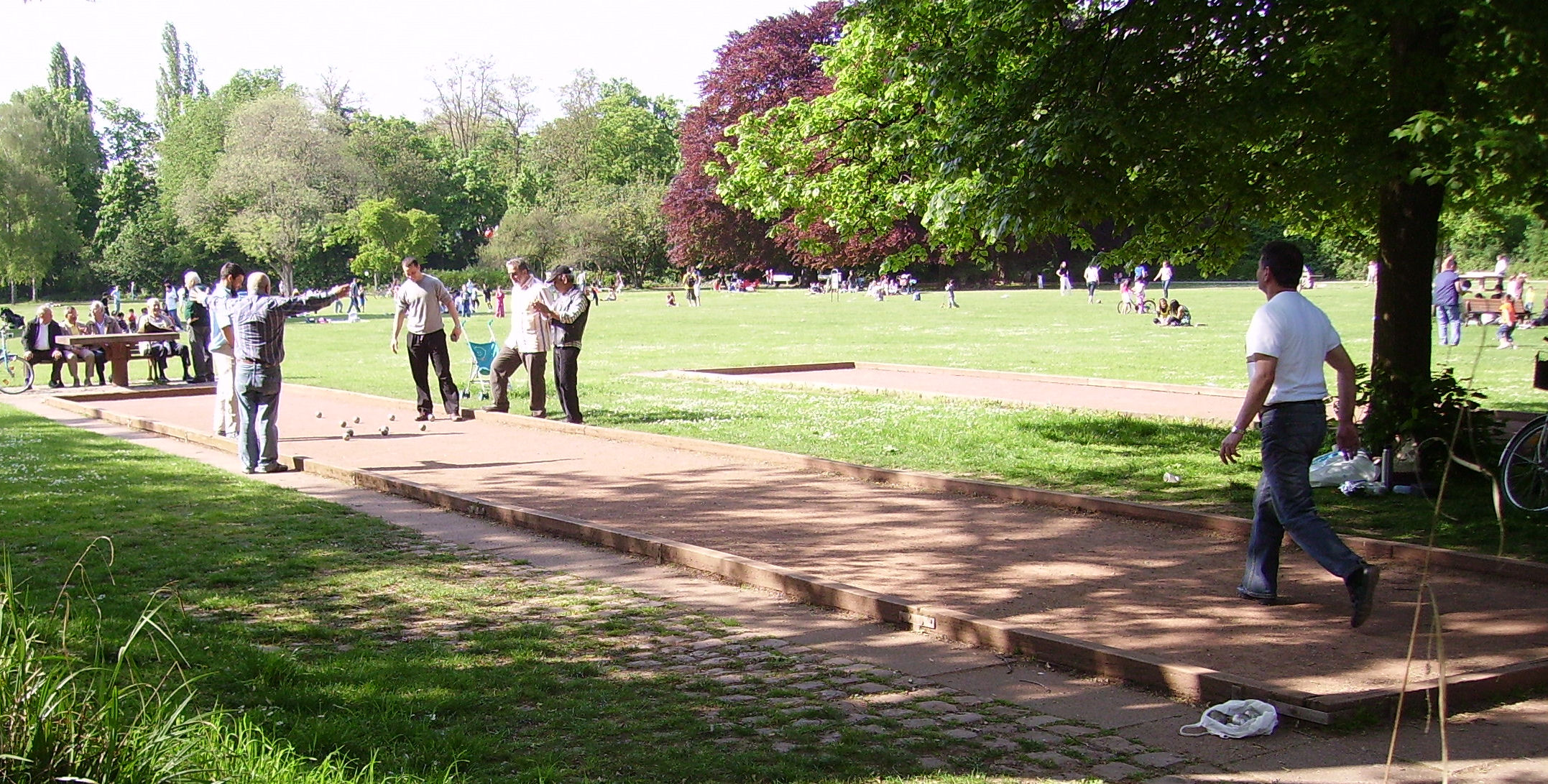
Бочче в Ebert-Park

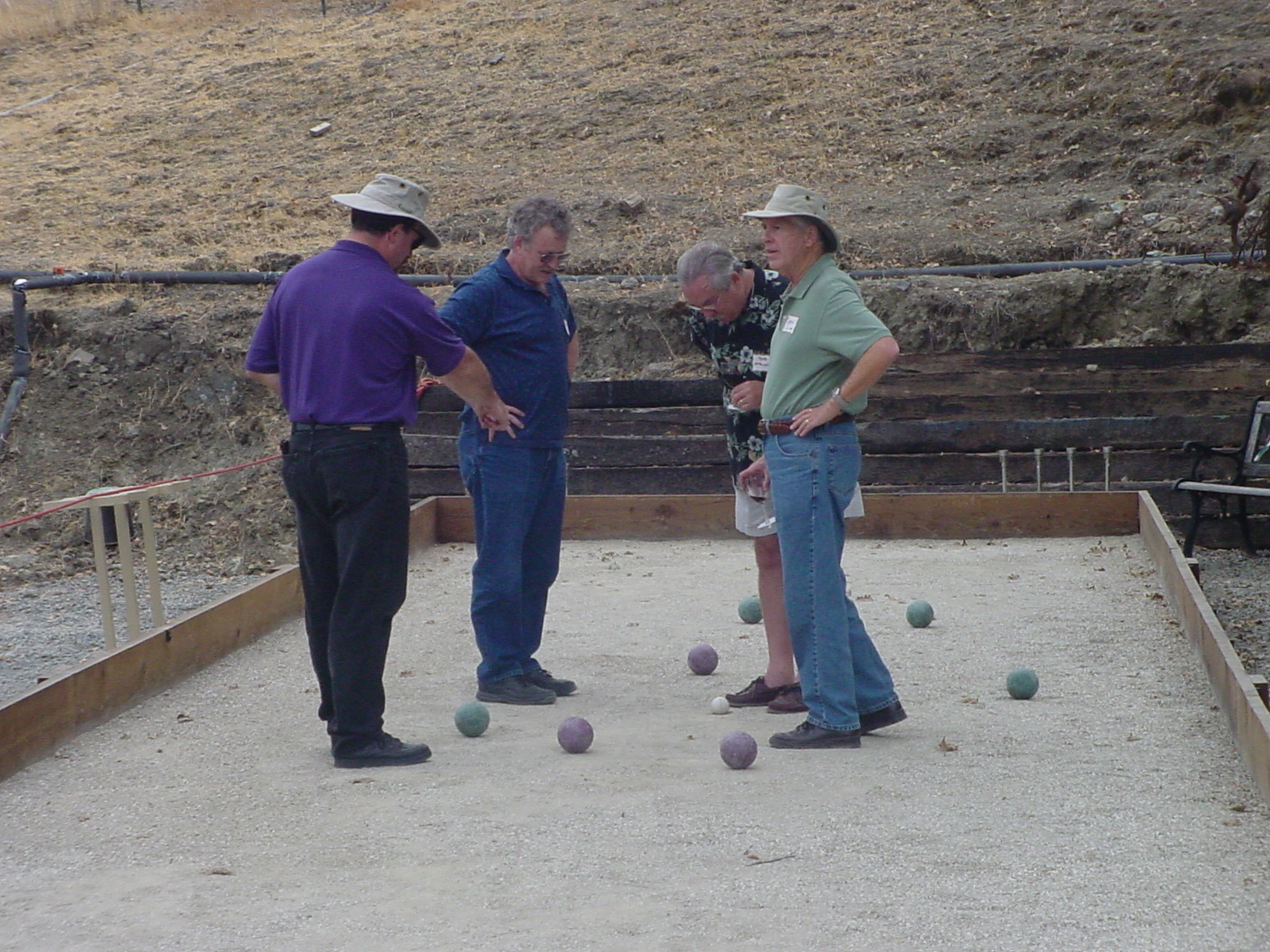
Гра в бочче

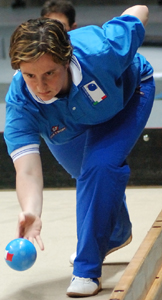
Еліза Луккаріні — італійська гравчиня в бочче

Бочче (в перекл. з іт. Bocce означ. "куля") — гра з м'ячем, різновид боул-спорту (boules sport), поруч з боулзом і петанком; походять від найдавніших ігор Римської імперії. Найпоширеніша гра в Італії,  частково у  Європі і в місцях проживання італійських мігрантів, у тому числі в Австралії, Північній та Південній Америці (де гра відома під назвою bochas), у Венесуелі (bolas criollas), у Бразилії (bocha). Спорт також дуже популярний в Хорватії (boćanje, bućanje, balote), Словенії (balinanje) та південній Франції (ліонський боул).

## Історія
Гра в бочче має давню традицію: в Туреччині було знайдено кам'яні кулі-прототипи бочче, датовані 7000 до н.е. Також в Єгипті були знайдені подібні об'єкти в гробниці (2 тисячоліття до н.е.) Згодом кулі для гри виготовляли зі слонової кістки; вони були дуже дорогі головним чином тому, що вибиралися лише найбільш однорідні слонячі бивні (1 з 50). З винаходом бакеліту кулі для гри в бочче почали виготовляти з цього матеріалу, що зробило цей вид спорту доступнішим.

## Правила гри
Бочче зазвичай грають на ґрунтовому чи заасфальтованому полі (27 метрів в довжину і від 2,5 до 4 метрів у ширину). Кулі для гри (бочче) можуть бути металеві або пластмасові. На відміну від куль для боулзу, кулі для бочче мають сферичну форму.
Гра відбувається між двома гравцями або двома командами (по два, три або чотири гравці в кожній). Матч розпочинається випадково вибраною стороною, якій надається можливість кинути менший м'яч джек (інші назви — боччіно, палліно) з одного кінця ігрового поля в зону довжиною 5 м, яка закінчується на відстані 2,5 м від дальнього кінця поля. Якщо гравці, що почали гру, двічі не влучають м'ячем в цю зону, інша команда отримує можливість кинути джек у довільно вибрану зону.
Гравець (команда), що влучить джеком у необхідну зону, отримує можливість першим кинути кулю. Як тільки кинули першу кулю, інша сторона також отримує можливість кинути свою першу кулю. Далі хід переходить до команди, куля якої знаходиться далі від джека, і так триває, доки одна з команд не використає всі свої чотири кулі. Тоді друга команда використовує кулі, що залишилися в неї. Підрахунок балів: команді зараховується один бал за кожну кулю, яка знаходиться ближче до джека, ніж найближча до нього куля суперників. Тривалість гри варіюється в залежності від регіону (як правило, до 7-13 балів).
Гравцям дозволяється кидати м'яч в повітрі. Зазвичай цей прийом використовується для того, щоб підштовхнути джек або бочче (кулю) у вигіднішу позицію.

## Бочче в Італії
Італійська федерація бочче складається з трьох секцій (відповідно до кількості дисциплін), визнаних Міжнародною федерацією боулзу:
- раффа (використовують кулі великого формату, виготовлені з синтетичного матеріалу);
- воло (або Boule Lyonnaise - гра з великими металевими кулями);
- петанк (викор. менші кулі);[1]

Змагання по бочче відбуваються на Всесвітніх іграх (IWGA).